# José Luis Escrivá Belmonte
José Luis Escrivá Belmonte (Albacete, 5 december 1960) is een Spaans econoom en sinds 13 januari 2020 minister van inclusie, sociale dienst en migratie in de tweede regering Sánchez, tijdens de veertiende legislatuurperiode.
Als econoom is hij bij meerdere nationale en internationale instellingen functionaris geweest, waaronder directeur van de afdeling monetair beleid bij de ECB tussen 1999 en 2004 en directeur van de afdeling Amerika van de Bank voor Internationale Betalingen.
In 2020 is hij verantwoordelijk geweest voor de invoering van de bijstand in Spanje. 
- Biblioteca Nacional de España: XX1058319
- Catàleg d'autoritats de noms i títols de Catalunya: 981058511938006706
- Gemeinsame Normdatei: 17088497X
- International Standard Name Identifier: 0000 0000 6635 8057
- Library of Congress Control Number: n93091237
- Nationale Bibliotheek van Israël: 987007431371305171
- Système universitaire de documentation: 24837432X
- Virtual International Authority File: 4148503
- WorldCat: E39PBJfrRVfgX4BbvqVgQmxRrq